# Пашнево (Тверская область)
Пашнево — деревня в Удомельском городском округе Тверской области.

## География
Деревня находится в северной части Тверской области на расстоянии приблизительно 30 км на север по прямой от железнодорожного вокзала города Удомля.

## История
Деревня известна с 1478 года, когда здесь было 5 дворов. В 1859 году принадлежала помещице А. И. Колзаковой. Здесь было учтено дворов (хозяйств) 42 (1859 год), 42 (1886), 45 (1911), 33 (1958), 18 (1986), 92 (1999). В советский период истории здесь действовали колхозы «Парижская Коммуна», «Путь Ильича», «Россия» и совхоз «Прогресс». До 2015 года входила в состав Котлованского сельского поселения до упразднения последнего. С 2015 года в составе Удомельского городского округа.

## Население
Численность населения: 169 человек (1859 год), 238 (1886), 264 (1911), 93 (1958), 31 (1986), 19 (1999), 12 (русские 92 %) в 2002 году, 9 в 2010.